# Вівчарство в Новій Зеландії
Вівчарство в Новій Зеландії є однією з найважливіших галузей сільського господарства. З середини XIX ст. і до 1980-х давало найбільший прибуток у країні з тваринництва. У середині 1980-х років кількість овець в країні досягала більше 70 млн голів. Це був найвищий показник у світі в перерахунку на одного жителя та одиницю площі країни.

## Історія вівчарства

### Зародження вівчарства
Перших овець до Нової Зеландії завіз британський мореплавець Джеймс Кук у 1773 та 1777 роках, але вони не прижилися. У 1814 році місіонер Самуель Марсден завіз овець, які використовувалися на території місії. У 1834 році 103 вівці завезли на острови для використання як їжі для китобоїв. Основи вівчарства були закладені на початку 1840-х, коли з Австралії на Північний острів перевезли декілька тисяч овець, які були перегнані в різні місця острова.
Поширенню вівчарства на Північному острові перешкоджало те, що землями володіли маорі, потрібно було розчищати землі під пасовища і на острові часто випадали опади. Південний острів більш сприятливий для розвитку вівчарства. Тому на цей острів була перегнана значна частина овець. До 1857 року в маорі були викуплені основні території острова. Землі були очищенні від кущів і дерев і перетворені на пасовища. До 1866 року вівчарство поширилося на весь острів. Виведення порід овець, яким підходив клімат Північного острова, сприяв розвитку вівчарства на ньому.
У ці роки вівчарство було спрямоване виробництво вовни, яке експортувалася до США, Великої Британії та інших країн Європи. М'ясо використовувалося всередині країни.

### Експорт замороженого м'яса
у 1882 році Нова Зеландія вперше продала до Великої Британії заморожене м'ясо. Це стало поворотним пунктом у розвитку вівчарства країни. Використання холодильного устаткування для перевезення м'яса зробило рентабельним дрібне вівчарство. Уряд країни став викупляти великі маєтки та поділяв їх на менші і роздавав їх переселенцям. Кількість фермерських господарств, що утримували овець, значно зросло.
Піднесення вівчарства супроводжувалося збільшення площ земель для них. Великі ділянки переорювалися і засівали рослинами, які йшли на корм вівцям або на випас. Активно проводилася селекція овець для різних територій та виготовлення різних продуктів вівчарства. Розвивалася наука, яка забезпечувала покращення порід та збільшення поголів'я.

### Найвищий розквіт вівчарства

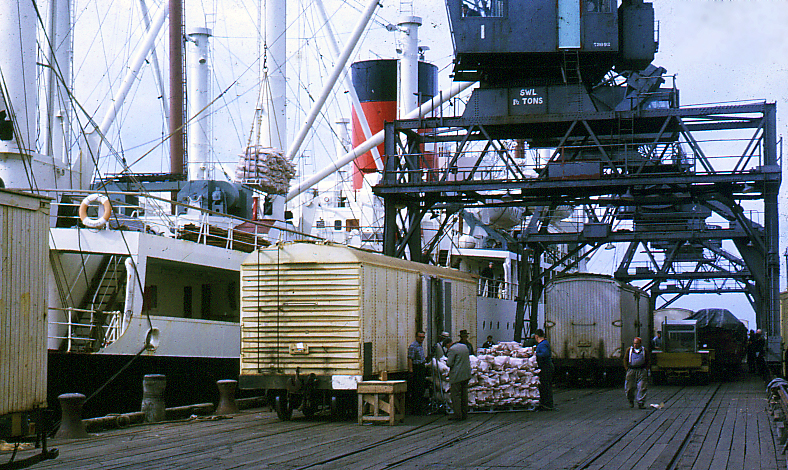
Завантаження ягнятини в Нью-Плімуті (1968)

Після закінчення Другої світової війни вівчарство у Новій Зеландії значно розвинулося. Цьому сприяло те, що Велика Британія купувала всю продукцію, яку виробляли новозеландські фермери. З 1951 по 1961 рік поголів'я овець збільшилося на 40 %.
Велика увага приділялася продуктивності пасовищ. Поля підживлювалася за допомогою літаків.
У 1970-х роках зросли ціни на нафту, що призвело до підвищення вартості транспортних витрат. Також знизилася ціна на вовну через зменшення попиту на неї у зв'язку з тим, що синтетичні тканини були дешевшими. Для підтримання рівня виробництва уряд країни став дотувати вівчарство. У 1982 році чисельність овець досягло максимальної чисельності — 70 301 461 голів.

### Вівчарство без дотації
Через складні економічні умови в середині 1980-х уряд Нової Зеландії відмінив дотації виробникам сільськогосподарської продукції. На ці роки припали і зниження цін, посухи, конкуренція з боку ефективніших галузей — молочне скотарство та лісове господарство. Загальна чисельність овець стала зменшуватися: у 1989 році до 60 млн голів, у 1994 — до 50 млн, а в 200 — 40 млн. У 2010-ті роки поголів'я овець було на рівні 30 млн голів.
Відсутність державної підтримки змусило шукати способи отримання прибутків. Внаслідок цього вівчарство переорієнтувалося на виробництво ягнятини. Для зменшення витрат на корми фермери стали приділяти більше уваги пасовищам. Після закінчення випасу молодняк відправляли на забій. Розводили овець які дають більший приплід. Маса ягнят збільшилася на 30 %.
| Показник/ Роки*                      | 1984/85 | 1989/90 | 1994/95 | 1999/00 | 2004/05 |
| ------------------------------------ | ------- | ------- | ------- | ------- | ------- |
| Поголів'я, млн. гол.                 | 69,74   | 60,57   | 49,47   | 45,68   | 39,21   |
| Плодючість, %                        | 101     | 94,1    | 103,5   | 108,1   | 112,9   |
| Забито ягнят, млн. гол.              | 39,59   | 25,86   | 26,74   | 26,28   | 24,05   |
| Виробництво ягнятини, тис. т. CW**   | 512     | 364     | 389     | 437     | 420     |
| Експортовано ягнятини, тис. т. PW*** | 375     | 329     | 284     | 282     | 300     |

```
* - рік береться з 1 липня по 30 червня;
**CW – забійна маса; 
***PW – маса продукту
```

Як видно з таблиці зменшення виробництва та експорту ягнятини не суттєво залежало від зменшення поголів'я овець. Нова Зеландія не втратила лідерства в експорті м'яса овець.
Останнім часом фермери почали розвивати нову для себе галузь — молочне вівчарство.

## Породи овець в Новій Зеландії
Більшість порід овець, що утримуються в Новій Зеландії, є комбінованого м'ясововнового напрямку продуктивності. Найбільш поширеною породою є ромні (40 % поголів'я), утримується на Північному острові і на півдні Південного. Традиційними породами є також купворт (12 %), перендейль (10 %) та інші, з яких отримують навпівтонку шерсть. Тонку шерсть отримують від мериносів, частка яких становить 5,5 %.
У зв'язку з падінням світового попиту на вовну у Новій Зеландії відбувається збільшення схрещування та використання «композитних» овець з низькими настригами вовни. Від цих порід отримують більше ягнят для виробництва м'яса. Селекція проводиться на основі поєднання декількох порід з відповідними якостями.

## Вплив вівчарства нам екологію
Уряд Нової Зеландії з метою зменшення викидів парникових газів, 14 % яких виділяється у тваринництві, з 2025 року вводить екологічний податок на овець. На фермах будуть встановлені спеціальні датчики для вимірювання рівня парникових газів. Як передбачається подорожчання продукції вівчарства буде незначне, вартість баранини зросте тільки на 1 євроцент.